# جیب‌بر (فیلم)
جیب‌بر (Pickpocket) فیلمی‌ فرانسوی در ژانر درام، محصول سال ۱۹۵۹ و به کارگردانی روبر برسون است. نقش اصلی فیلم را مارتین لاسال برعهده دارد که در آن زمان بازیگری غیرحرفه‌ای بود. نقش دختر فیلم را ماریکا گرین بازی می‌کند. جیب‌بر نخستین فیلم برسون است که فیلمنامه اقتباسی ندارد.
برسون در مصاحبه‌ای گفته‌است که با ساختن این فیلم قصد داشته حال و هوایی را که یک دزد در آن قرار می‌گیرد تداعی کند.
مانند فیلم خاطرات یک کشیش روستا بخشی از زمان فیلم به نوشته‌های پروتاگونیست اختصاص دارد و مانند فیلم محکوم‌به‌مرگی گریخته‌است صدای قهرمان اصلی بیشتردر صداهای روی فیلم شنیده می‌شود تا در دیالوگ‌ها.

## خلاصه داستان
میشل (مارتین لاسال) در یک مسابقه اسب‌دوانی جیب یکی از تماشاگران را می‌زند. او خیالش راحت است که کسی او را ندیده، اما هنگام خروج از میدان مسابقه ناگهان دستگیر می‌شود. بازرس (ژان پله‌گری) به دلیل نداشتن مدارک کافی برای اثبات جرم، میشل را آزاد می‌کند. میشل می‌گوید پول نقد همراه داشتن که جرم نیست.
میشل به دیدن مادرش می‌رود و با ژان (ماریکا گرین) آشنا می‌شود. ژان از او خواهش می‌کند بیشتر به مادرش سر بزند. ژاک با ژان قرار می‌گذارد و میشل را هم دعوت می‌کند. میشل یک ساعت مچی می‌دزدد و بعد، از ژان و ژاک جدا می‌شود. مدتی بعد مجدداً به بازرس برمی‌خورد. بازرس از او می‌خواهد روز بعد کتاب جورج برینگتون دربارهٔ جیب‌بری را به او نشان بدهد. میشل با کتاب به اداره پلیس می‌رود. بازرس سرسری نگاهی به کتاب می‌اندازد. میشل به خانه‌اش برمی‌گردد و درمی‌یابد که ماجرای کتاب بهانه‌ای بوده تا پلیس خانه را تفتیش کند. با این حال، پلیس مخفیگاه پول‌های میشل را پیدا نمی‌کند.
مدتی بعد مادر میشل می‌میرد. او به همراه ژان در مراسم ختم شرکت می‌کنند. بعدتر، بازرس برای دیدن میشل به خانه‌اش می‌آید و به او می‌گوید مدتی قبل مقداری پول از مادرش سرقت شده بود. وقتی مادر فهمیده دزدی کار پسرش است از شکایتش صرف‌نظر کرده. بازرس می‌رود و میشل تصمیم می‌گیرد از کشور خارج شود.
میشل به فرانسه بازمی‌گردد و دوباره به یک مسابقه اسب‌دوانی می‌رود. این‌بار در حین ارتکاب جرم دستگیر می‌شود. ژان در زندان به ملاقات او می‌آید.

## بازیگران
- مارتین لاسال - میشل
- ماریکا گرین - ژان
- ژان پله‌گری - سربازرس
- پیر لی‌ماری - ژاک
- دالی سکال - مادر
- هنری کاساگی - شریک جرم ۱
- سزار گاتگنو - تماشاگر

## جوایز
- نامزد دریافت خرس طلای جشنواره فیلم برلین

## تأثیرگذاری بر سایر فیلم‌ها
جیب‌بر از نظر فرم تأثیر بسزایی بر آثار پل شریدر داشته‌است. شریدر این فیلم را «شاهکاری کامل» می‌نامد که «تا حد امکان به کمال نزدیک است». برخی فیلم‌های او پایانی مشابه پایان جیب‌بر دارند. فیلمنامه راننده تاکسی مارتین اسکورسیزی نیز از بسیاری جهات به این فیلم شباهت دارد. نریشنهای اعتراف‌گونه و نگاه خیره جستجوگر به جامعه از مهم‌ترین جنبه‌های مشترک دو فیلم است.
تاکنون چندین اقتباس آزاد از جیب‌بر ساخته شده‌است، از جمله عشاق پون‌نوف ساختهٔ لئوش کاراکس.